# Wola Rzeplińska
Wola Rzeplińska est un village du sud-est de la Pologne dans la voïvodie des Basses-Carpates. Il fait partie de la gmina de Kańczuga (commune urbaine-rurale) et du powiat de Przeworsk. La population du village s'élevait à 88 habitants en 2011.

## Géographie
Wola Rzeplińska se situe à environ à 9,7 km de Kańczuga, 10,2 km de Przeworsk la capitale du powiat et 30,1 km de Rzeszów la capitale régionale.